# Fontenay-en-Parisis
Fontenay-en-Parisis là một xã ở tỉnh Val-d’Oise, thuộc vùng Île-de-France ở miền bắc nước Pháp.